# Роата-де-Жос (комуна)
Роата-де-Жос (рум. Roata de Jos) — комуна у повіті Джурджу в Румунії. До складу комуни входять такі села (дані про населення за 2002 рік):
- Картожань (3854 особи)
- Роата-Міке (512 осіб)
- Роата-де-Жос (2466 осіб)
- Садіна (1645 осіб)

Комуна розташована на відстані 43 км на захід від Бухареста, 66 км на північний захід від Джурджу, 138 км на схід від Крайови, 138 км на південь від Брашова.

## Населення
За даними перепису населення 2002 року у комуні проживали 8477 осіб.
Національний склад населення комуни:
| Національність | Кількість осіб | Відсоток |
| -------------- | -------------- | -------- |
| румуни         | 8174           | 96,4%    |
| цигани         | 302            | 3,6%     |
| німці          | 1              | < 0,1%   |

Рідною мовою назвали:
| Мова      | Кількість осіб | Відсоток |
| --------- | -------------- | -------- |
| румунська | 8452           | 99,7%    |
| циганська | 24             | 0,3%     |
| німецька  | 1              | < 0,1%   |

Склад населення комуни за віросповіданням:
| Релігія        | Кількість осіб | Відсоток |
| -------------- | -------------- | -------- |
| православні    | 8458           | 99,8%    |
| п'ятдесятники  | 7              | 0,1%     |
| реформати      | 6              | 0,1%     |
| бретрени       | 3              | < 0,1%   |
| греко-католики | 2              | < 0,1%   |
| римо-католики  | 1              | < 0,1%   |